# Дом купца Д. В. Егорова
Дом купца Д. В. Егорова — памятник архитектуры конца XIX — начала XX века в Астане. Входит в список памятников истории и культуры местного значения.

## История
Дом принадлежал акмолинскому купцу Д. В. Егорову. О его жизни известно немного. В 1910 году вместе с А. И. Сквopцoвым он построил первый в Акмолинске кинематограф — «Метеор». В 1913 году вместе со своим братом П. В. Егоровым построили ещё один кинотеатр — «Прогресс».
Здание было выполнено в технике узорчатой кирпичной кладки. До реконструкций фасады были богато декорированы кирпичной кладкой. Однако дом неоднократно подвергался реконструкциям (1999, 2003 годы), из-за чего потерял свой первоначальный облик. В 1999 году во время реконструкции штукатуркой были скрыты декоративная кирпичная кладка карниза, междуэтажного пояса и наличников, а также плоскости фасадов, увеличена высота кровли, металлическое покрытие вальмовой крыши было заменено на черепичное.
В настоящее время здание занимает военный комиссариат города Астаны.